# Hank Williams
Hiram 'Hank' Williams (Georgiana, Alabama, 17. rujna 1923. – Oak Hill, Zapadna Virginia, 1. siječnja 1953.), američki pjevač, gitarist, tekstopisac
Hank Williams legendarna je ličnost, jedan od najvažnijih country-stilista čija je glazba južnjačkih korijena, doprinijela razvoju rock ‘n' rolla.

## Životopis
Rođen je u nekoj brvnari u Georgiani državi Alabami 17. rujna 1923., a nabavivši gitaru u ranoj mladosti učio je svirati od crnih uličnih pjevača.
Svoju veoma burnu karijeru započeo je pod utjecajem gospela i countryja Jimmyja Rodgersa te bluesa. Grupu Drifting Cowboys osnovao je još s četrnaest godina, a koju godinu kasnije stekao je ime nastupajući po honky-tonk barovima. Povukavši se početkom četrdesetih sa scene upoznao je Audrey Shepar Guy s kojom se 1944. oženio, a potom se zajedno sa suprugom u grupi vratio nastupima. Premda mu je brak bio turbulentan, a sklonost ka alkoholu sve izraženija, Williams je zahvaljujući prijateljstvu s utjecajnim izdavačem i country menagerom Royem Acuffom došao 1949. do ugovora s MGM-om. Snimke za tu diskografsku kuću temelj su njegove glazbene ostavštine i uključene na sva kasnija esencijalna diskografska reizdanja i kompilacije. 
The Complete Hank Williams najpotpunije je i najambicioznije izdanje iz 1998. jer sadržava 10 CD-ova s većinom diskografske ostavštine Hanka Williamsa: svim studijskim snimkama, demoskladbama i koncertnim zapisima. 
Njegov je život u potpunosti izražen kroz njegovu glazbu – usamljeničku, beskompromisnu, nabijenu emocijama. Njegove polaganije pjesme kao Your Cheating Heart i So Lonesome I Could Cry, ubrajaju se među najbolje bluesom obojene pjesme, a njegovi brži brojevi Honky Tonkin' i Move It On Over, svojom nemirnom atmosferom, muklim zvukom i snažnim pozadinskim ritmom, rani su odjeci rockabillyja.
Glasine o razlogu njegove smrti 1.siječnja 1953. na autocesti na putu na koncert u Cantonu, Ohio, u limuzini koja ga je vozila na koncert proturječne su. Govori se da mu je jedan travar ilegalno dao neke posebne sedative, no njegova rana smrt u 29. godini života pripisuje se također dugogodišnjem uzimanju alkohola i sedativa kojima je ublažavao kroničnu bol zbog urođene deformacije kralježnice.
Hank Williams jedan je od najutjecajnijih glazbenika u povijesti popularne glazbe kao utemeljitelj suvremenog countryja i katalizator rock 'n' rolla. Njegova djeca Hank Williams Jr. i Jett Williams su također uspješni country glazbenici.

## Nagrade
| Godina | Nagrada                                        | Dodjela                    | Zabilješka                       |
| ------ | ---------------------------------------------- | -------------------------- | -------------------------------- |
| 1989.  | Grammy Award za najbolju country izvedbu       | "Grammy"                   | zajedno s Hankom Williamsom, Jr. |
| 1989.  | Glazbeni video godine                          | "Country Music Awards"     | zajedno s Hankom Williamsom, Jr. |
| 1989.  | Vokalna izvedba godine                         | "Country Music Awards"     | zajedno s Hankom Williamsom, Jr. |
| 1989.  | Video godine                                   | "Academy of Country Music" | zajedno s Hankom Williamsom, Jr. |
| 1990.  | Vokalna suradnja godine                        | "TNN/Music City News"      | zajedno s Hankom Williamsom, Jr. |
| 1990.  | Video godine                                   | "TNN/Music City News"      | zajedno s Hankom Williamsom, Jr. |
| 2003.  | #2 na popisu "40 najboljih country glazbenika" | "Country Music Television" |                                  |

## Diskografija

### Glazbeni video
| Godina | Video                       | Zabilješka                       |
| ------ | --------------------------- | -------------------------------- |
| 1989.  | "There's A Tear In My Beer" | zajedno s Hankom Williamsom, Jr. |
|        | "Honkey Tonk Blues"         |                                  |

### Singlovi
| Godina | A-strana                                   | Top lista* | B-strana                                          | Top lista* |
| 1947.  | "Never Again (Will I Knock on Your Door)"  | —          | "Calling You"                                     | —          |
| 1947.  | "Wealth Won't Save Your Soul"              | —          | "When God Comes and Gathers His Jewels"           | —          |
| 1947.  | "My Love for You (Has Turned to Hate)"     | —          | "I Don't Care (If Tomorrow Never Comes)"          | —          |
| 1947.  | "Pan American"                             | —          | "Honky Tonkin'"                                   | —          |
| 1947.  | "Move It On Over"                          | 4          | "I Heard You Crying in Your Sleep"                | —          |
| 1947.  | "On the Banks of the Old Pontchartrain"    | —          | "Fly Trouble"                                     | —          |
| 1948.  | "My Sweet Love Ain't Around"               | —          | "Rootie Tootie"                                   | —          |
| 1948.  | "Honky Tonkin'"                            | 14         | "I'll Be a Bachelor 'Til I Die"                   | —          |
| 1948.  | "I'm a Long Gone Daddy"                    | 6          | "The Blues Come Around"                           | —          |
| 1948.  | "I Saw the Light"                          | —          | "Six More Miles (To the Graveyard)"               | —          |
| 1948.  | "A Mansion on the Hill"                    | 12         | "I Can't Get You Off of My Mind"                  | —          |
| 1949.  | "Lovesick Blues"                           | 1          | "Never Again (Will I Knock on Your Door)"         | 6          |
| 1949.  | "Wedding Bells"                            | 5          | "I've Just Told Mama Goodbye"                     | —          |
| 1949.  | "Mind Your Own Business"                   | 5          | "There'll Be No Teardrops Tonight"                | —          |
| 1949.  | "You're Gonna Change (Or I'm Gonna Leave)" | 4          | "Lost Highway"                                    | 12         |
| 1949.  | "My Bucket's Got a Hole In It"             | 2          | "I'm So Lonesome I Could Cry"                     | —          |
| 1950.  | "I Just Don't Like This Kind of Living"    | 5          | "May You Never Be Alone"                          | —          |
| 1950.  | "Long Gone Lonesome Blues"                 | 1          | "My Son Calls Another Man Daddy"                  | 9          |
| 1950.  | "Why Don't You Love Me?"                   | 1          | "A House Without Love"                            | —          |
| 1950.  | "Why Should We Try Anymore?"               | 9          | "They'll Never Take Her Love from Me"             | 5          |
| 1950.  | "Moanin' the Blues"                        | 1          | "Nobody's Lonesome for Me"                        | 9          |
| 1951.  | "Cold, Cold Heart"                         | 1          | "Dear John"                                       | 8          |
| 1951.  | "Howlin' at the Moon"                      | 3          | "I Can't Help It (If I'm Still in Love with You)" | 2          |
| 1951.  | "Hey Good Lookin'"                         | 1          | "My Heart Would Know"                             | —          |
| 1951.  | "(I Heard That) Lonesome Whistle"          | 9          | "Crazy Heart"                                     | 4          |
| 1951.  | "Baby, We're Really in Love"               | 4          | "I'd Still Want You"                              | —          |
| 1952.  | "Honky Tonk Blues"                         | 2          | "I'm Sorry for You, My Friend"                    | —          |
| 1952.  | "Half as Much"                             | 2          | "Let's Turn Back the Years"                       | —          |
| 1952.  | "Jambalaya (On the Bayou)"                 | 1          | "Window Shopping"                                 | —          |
| 1952.  | "Settin' the Woods on Fire"                | 2          | "You Win Again"                                   | 10         |
| 1952.  | "I'll Never Get Out of This World Alive"   | 1          | "I Could Never Be Ashamed of You"                 | —          |
| 1953.  | "Kaw-Liga"                                 | 1          | "Your Cheatin' Heart"                             | 1          |
| 1953.  | "Take These Chains from My Heart"          | 1          | "Ramblin' Man"                                    | —          |
| 1953.  | "I Won't Be Home No More"                  | 4          | "My Love for You"                                 | —          |
| 1953.  | "Weary Blues from Waitin'"                 | 7          | "I Can't Escape from You"                         | —          |
| 1955.  | "Please Don't Let Me Love You"             | 9          | "Faded Love and Winter Roses"                     | —          |
| 1966.  | "I'm So Lonesome I Could Cry" (reizdanje)  | 43         | "You Win Again"                                   | —          |
| 1976.  | "Why Don't You Love Me" (reizdanje)        | 61         | "Ramblin' Man"                                    | —          |
| 1989.  | "There's a Tear in My Beer"                | 7          | (duplo snimano zajedno s Hankom Williamsom, Jr.)  |            |

## Vanjske poveznice
- Službene stranice
- Službene stranice kluba obožavatelja  Arhivirana inačica izvorne stranice od 11. kolovoza 2007. (Wayback Machine)